# Robert A. Heinlein
Robert A. Heinlein (n. 7 iulie 1907, Butler, Missouri, SUA – d. 8 mai 1988, Carmel-by-the-Sea, California, SUA) a fost un scriitor american de science-fiction. Deseori numit "decanul scriitorilor de science fiction",  a fost unul dintre cei mai populari, influenți și controversați autori ai genului. El a stabilit standardul pentru plauzibilitatea științifică și a ajutat la creșterea nivelului literar al genului, fiind unul dintre primii scriitori de science fiction publicat în revistele mainstream (de exemplu, lucrări scrise de el au apărut la sfârșitul anilor '40 în The Saturday Evening Post). A fost unul dintre cei mai bine vânduți scriitori de science fiction timp de multe decenii și, alături de Isaac Asimov și Arthur C. Clarke, a fost cunoscut ca unul dintre "Cei Trei Mari" din science fiction.
Un scriitor remarcabil de povestiri science fiction, Heinlein a aparținut unui grup de scriitori care s-a afirmat sub bagheta lui John W. Campbell, Jr. în revista acestuia Astounding Science Fiction - deși Heinlein a infirmat ipoteza conform căreia Campbell i-ar fi influențat în vreun fel stilul scriitoricesc. Heinlein a abordat în mod repetat anumite teme sociale: importanța libertății individuale, obligațiile pe care le au oamenii față de societățile în care trăiesc, influența religiei organizate asupra culturii și formei de guvernământ, precum și tendința societății de a reprima nonconformismul. El a examinat și legătura dintre dragostea fizică și cea emoțională, explorând diferite structuri familiare neortodoxe și speculând pe seama influenței pe care călătoriile spațiale o pot avea asupra obiceiurilor culturii umane. Tehnicile folosite în abordarea acestor teme a dat naștere la opinii divergente asupra genului de puncte de vedere care sunt expuse prin intermediul SF-ului.
Heinlein a câștigat premiul Hugo pentru patru dintre romanele sale; pe lângă asta, la cincizeci de ani de la publicarea lor, trei dintre operele sale au fost recompensate retroactiv cu același premiu, acordat pentru perioada în care distincția nu exista. El a obținut și primul premiu "Grand Master", oferit de Science Fiction Writers of America pentru întreaga activitate.

## Biografia

### Copilăria

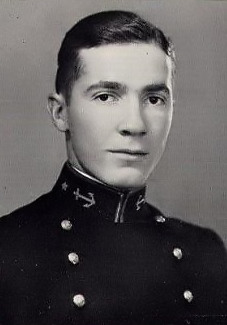
Elevul ofiţer Heinlein, în Anuarul din 1929 publicat de Academia Navală Americană.

Robert A. Heinlein s-a născut pe 7 iulie 1907 în Butler, Missouri, Statele Unite. Copilăria și-a petrecut-o în Kansas, Missouri. Curentul religios, social, conservator, protestant, evanghelic numit Bible Belt i-a influențat clar lucrările de ficțiune, mai ales cele târzii, experiențele sale din copilărie au stabilit atmosfera culturală din Time Enough for Love (Timp suficient pentru iubire)  și To Sail Beyond the Sunset (Navigând dincolo de apus) , printre altele. 
Cu toate acestea el se rupe mai târziu de multe dintre aceste valori, în special cele privind morala în probleme cum ar fi religia și sexualitata, atât în scrierile lui cât și în viața sa personală.

### Marina
Armata a constituit a doua influență majoră asupra lui Heinlein. De-a lungul întregii sale vieți a crezut cu tărie în loialitate, conducere și alte idealuri asociate armatei. El a absolvit Academia Forțelor Navale ale Statelor Unite din Annapolis în 1929, devenind ofițer al Forțele Navale ale Statelor Unite. Prima însărcinare, datând din 1931, a fost pe portavionul USS "Lexington" (CV-2), unde a lucrat inițial în comunicațiile radio în 1931. Deoarece căpitanul portavionului era Ernest J. King, care a luptat ulterior în Al Doilea Război Mondial, Heinlein a fost deseori intervievat de către istorici în legătură cu acesta în ultimii ani, în special cu privire la serviciul său pe post de căpitan al primului portavion modern al Marinei SUA. Între 1933 și 1934, Heinlein a lucrat la bordul distrugătorului USS "Roper"" (DD-147), urcând în grad până la rangul de locotenent. Fratele său, Lawrence Heinlein, a fost membru al Forțelor Aeriene și al Gărzii Naționale, ajungând până la gradul de general-maiors.
În 1929, Heinlein s-a însurat în Los Angeles cu Eleanor Curry, originară din Kansas City, dar căsnicia a durat doar un an. În 1932 s-a căsătorit cu Leslyn Macdonald, născută pe 29 august 1904 în Massachusetts (și decedată pe 13 aprilie 1981 în California), o radicală cu care, ulterior, Isaac Asimov îl compara pe Heinelin, denumindu-l "un liberal înflăcărat." 

### California
În 1934 Heinlein a fost trecut în rezervă din cauza îmbolnăvirii de tuberculoză și, pe perioada îndelungatei spitalizări, a dezvoltat conceptul patului cu apă. Descrierile detaliate cuprinse în trei dintre cărțile sale au fost suficiente pentru a împiedica Statele Unite să le breveteze odată cu apariția lor pe piață în anii '60.
După lăsarea la vatră, Heinlein a urmat cursurile de matematică și fizică de la UCLA, dar a renunțat după câteva săptămâni din cauza bolii sau a faptului că dorea să intre în politică.
Heinlein a avut câteva slujbe, printre care cele de agent imobiliar și de miner, dar timp de câțiva ani a fost destul de strâmtorat din punct de vedere financiar. El a fost un luptător activ în mișcarea socialistă de stopare a sărăciei din California, inițiată de Upton Sinclair în anii '30. Heinlein s-a implicat în campania în urma căreia Sinclair a fost nominalizat în 1934 pentru funcția de guvernator al Californiei din partea Partidului Democrat. Heinlein însuși a candidat în California State Assembly în 1938, dar nu a avut succes. În 1954 a scris: "...mulți americani... au susținut sus și tare că McCarthy a creat un 'regim al groazei'. Sunteți îngroziți? Eu nu sunt și am în spate o activitate politică situată mult mai la stânga poziției senatorului McCarthy." 

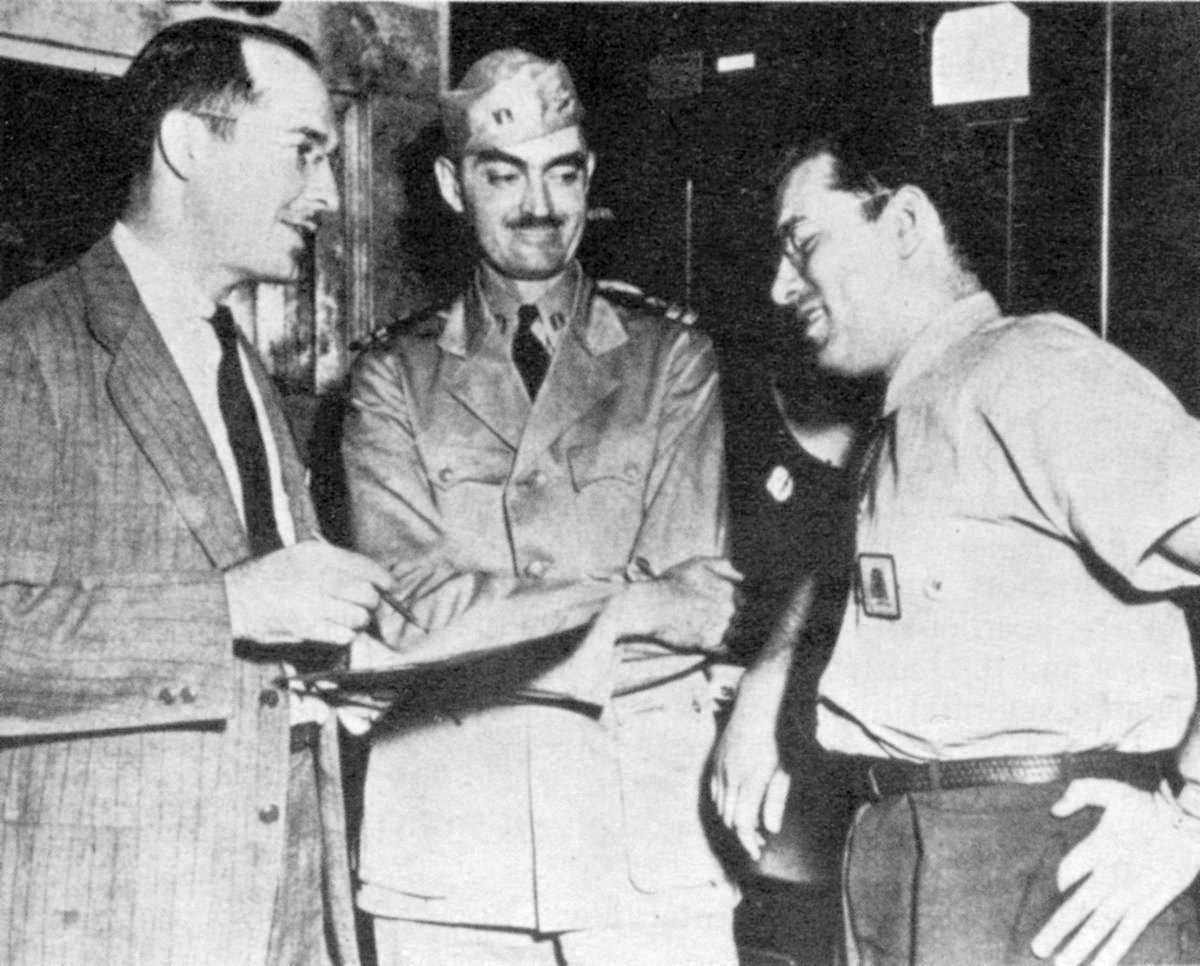
Robert Heinlein, L. Sprague de Camp și Isaac Asimov, Șantierul naval din Philadelphia, 1944

### Autor
Deși nu a fost destituit în urma campaniei - avea o mică pensie de handicap din partea Marinei - Heinlein a trecut la scris pentru a-și putea plăti ipoteca. Prima povestire publicată, "Life-Line", a apărut în revista Astounding Science-Fiction în 1939. Scrisă inițial pentru a participa la un concurs, a fost vândută revistei pentru o sumă mai mare decât premiul acelui concurs. Heinlein a fost repede recunoscut ca un conducător al noii mișcări desfășurate în direcția unui science fiction "social", devenind oapsete de onoare la Worldcon-ul din 1941, ținut în Denver. În timpul celui de-Al Doilea Război Mondial, s-a ocupat de inginerie aviatică pentru Marina SUA, recrutându-i pe Isaac Asimov și L. Sprague de Camp pentru a lucra la Șantierul naval din Philadelphia, Pennsylvania. Din punct de vedere scriitoricesc, a colaborat cu revista Boys' Life.
După încetarea războiului, Heinlein și-a re-evaluat cariera. Bombardamentele atomice de la Hiroshima și Nagasaki, precum și declanșarea Războiului Rece l-au convins să scrie non-ficțiune pe teme politice și să încerce să pătrundă pe piețe mai bine plătite. A publicat patru povestiri influente pentru revista The Saturday Evening Post, încoronate în februarie 1947 de "The Green Hills of Earth", ceea ce a făcut din el primul scriitor de science fiction care a ieșit din "ghetoul pulp". În 1950, filmul Destination Moon — un film-documentar la care a contribuit cu povestea și scenariul, inventând multe dintre efectele folosite - a câștigat premiul Oscar pentru efecte speciale. Heinlein s-a implicat și într-o serie de romane SF pentru tineret inițiată de editura Charles Scribner's Sons, colaborare care a durat pe tot parcursul anilor '50 (în ritmul de o carte pe an).
Heinlein a divorțat de a doua lui soție în 1947, căsătorindu-se în anul următor cu Virginia "Ginny" Gerstenfeld, alături de care va rămâne până la moartea sa, patru decenii mai târziu. Curând după aceea, cuplul Heinlein s-a mutat în Colorado, dar în 1965 sănătatea ei a fost afectată de altitudine. Cei doi s-au mutat în Santa Cruz, California și au construit în Bonny Doon, California o casă circulară, proiectată la fel ca și cea din Colorado de Virginia și construită de Robert37°3′31.72″N 122°9′30.46″V / 37.0588111°N 122.1584611°V.
Ginny i-a servit lui Robert drept model pentru multe dintre personajele feminine inteligent și independente. Între 1953–1954, familia Heinleins a călătorit în jurul lumii (mai ales pe pachebot), voiaje descrise de Heinlein în Tramp Royale, care i-au servit pe post de material pentru romanele science fiction a căror acțiune implică voiaje îndelungate la bordul navelor spațiale (Podkayne of Mars și Friday). Ginny a fost primul cititor al manuscriselor sale și avea reputația că e un inginer mai bun ca Heinlein,
Isaac Asimov susținea că Heinlein a trecut la politia de dreapta în perioada în care s-a căsătorit cu Ginny. Tramp Royale conține două apologii de mare întindere legate de audierile lui McCarthy. În 1958, cuplul a creat mica organizație "Patrick Henry League" și a participat la campania din 1964 a lui Barry Goldwater.

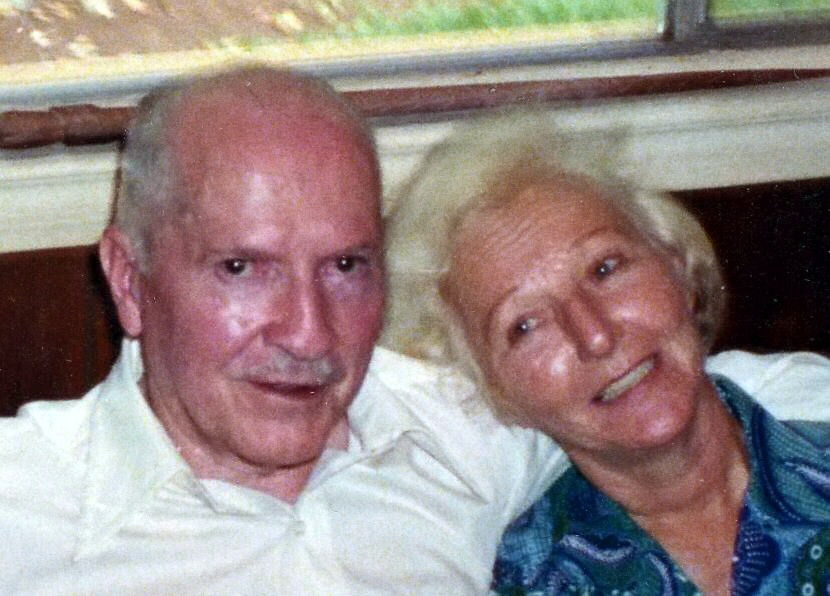
Robert şi Virginia Heinlein în Tahiti, 1980.

Romanele SF pentru tineret ale lui Heinlein sunt considerate o parte importantă a operei sale. Scrierile sale au urmat diverse subiecte de-a lungul seriei, dar, în 1959, Infanteria stelară a fost considerată de staff-ul lui Scribner prea controversată pentru prestigiul lor, așa încât au respins-o. Simțindu-se eliberat de constrângerea de a scrie romane pentru tineret, Heinlein a căutat un alt editor și a scris o serie de cărți provocatoare, care au redesenat granițele SF-ului, printre acestea numărându-se cele mai bune opere ale sale, Străin în țară străină (1961) și Luna e o doamnă crudă (1966).

### Ultimii ani și moartea
Începând din 1970, Heinlein a avut o serie de probleme de sănătate, întrerupte de perioadele obositoare în care se ocupa de pasiunea sa, pietrăria (în corespondența sa privată s-a referit la această pasiune ca la "ocupația uzuală, preferată, desfășurată între scrierea cărților"). Deceniul a început cu o peritonită, după care a necesitat mai bine de doi ani de recuperare. De îndată ce s-a simțit suficient de întremat ca să scrie din nou, a început lucrul la Time Enough for Love (1973), care a introdus multe teme regăsite în ficțiunile sale ulterioare.
La mijlocul anilor '70, Heinlein a scris două articole pentru Britannica Compton Yearbook. El și Ginny au bătut țara în lung și-n lat ajutând la reorganizarea operațiunilor de donare a sângelui în Statele Unite; tot în acea perioadă, a fost pentru a treia oară oaspete de onoare al Worldcon-ului, ținut în anul 1976 în Kansas City, Missouri.
În timpul vacanței petrecute în Tahiti la începutul anului 1978 a suferit un atac ischemic tranzitoriu și, pe durata lunilor următoare, a fost tot mai epuizat, iar sănătatea sa a intrat în declin. S-a stabilit că problema era creată de un blocaj pe carotidă, Heinlein fiind protagonistul unuia dintre primele cazuri cunoscute de bypass carotidian. Heinlein și Virginia au fost fumători, fumatul fiind deseori prezent în ficțiunea sa, la fel ca și țigările cu auto-aprindere. Tratamentul chirurgical al lui Heinlein i-a redat energia, el scriind cinci romane din 1980 până la moartea sa, care s-a produs pe 8 mai 1988 din cauza emfizemului pulmonar și a unei insuficiențe cardiace.
La vremea aceea, punea laolaltă notițele unui alt roman din seria World as Myth și câteva dintre operele sale au fost publicate postum.
După moartea sa, Virginia Heinlein a publicat o culegere conținând corespondența și notițele lui Heinlein într-un fel de examinare autobiografică a carierei lui, culegere apărută în 1989 cu titlul Grumbles from the Grave. Arhiva lui Heinlein este găzduită de departamentul Special Collections al Bibliotecii McHenry din cadrul University of California, Santa Cruz. Colecția include ciorne de manuscrise, corespondență, fotografii și artefacte. O parte substanțială a arhivei a fost digitizată, fiind disponibilă online prin intermediul Arhivelor lui Robert A. și Virginia Heinlein.

## Opera
De-a lungul vieții, Heinlein a publicat 32 de romane, 59 de povestiri și 16 antologii. Opera sa a stat la baza a patru filme (scenariul unuia dintre ele fiind scris chiar de Heinlein), două seriale de televiziune și a unui joc. Heinlein a editat o antologie cuprinzând povestirilor altor autori de science fiction.
Postum au fost publicate trei cărți de non-ficțiune, două poeme, două romane SF (unul dintre ele scris de Spider Robinson pornind de la notițele lui Heinlein și publicat în septembrie 2006) și patru antologii.

### Serii
De-a lungul carierei sale, Heinlein a creat trei serii:
- Future History
- Lazarus Long
- World as Myth

### Primele creații, 1939–1958
Primul roman scris de Heinlein, For Us, The Living: A Comedy of Customs (1939), nu a văzut lumina tiparului în timpul vieții sale, dar Robert James a găsit ulterior manuscrisul, publicându-l în 2003. Privit ca un eșec și constituind doar o deghizare a teoriilor sociale ale lui Heinlein, el reprezintă totuși o fereastră către dezvoltarea ideilor radicale ale autorului despre om ca animal social, incluzând aici interesul lui pentru dragostea neîngrădită. În această carte se află rădăcinile multora dintre povestirile sale viitoare, ea conținând și mult material care a stat la baza altor romane, incluzând aici strădania protagonistului povestirii "Coventry" de a nu fi exclus.
Se pare că Heinlein s-a străduit să trăiască în conformitate cu aceste idealuri chiar și în anii '30, având o relație deschisă în timpul căsătoriei cu a doua sa soție, Leslyn. El a făcut parte dintre nudiști, nudismul și tabuurile legate de trup fiind discutate frecvent în opera sa. În plin Război Rece, el și-a construit un adăpost antiatomic sub casă, similar celui din Farnham's Freehold.
După For Us, The Living, Heinlein a început să vândă revistelor povestiri și, mai apoi, romane aparținând seriei Future History, alături de o cronologie a schimbărilor semnificative din domeniul politic, cultural și tehnologic. De-a lungul timpului, Heinlein a scris multe romane și povestiri care divagau de la această istorie a viitorului, păstrând totuși anumite elemente comune. Seria a fost ulterior depășită de evenimentele reale, discrepanță explicată în povestirile sale din seria World as Myth.
Primul roman publicat în volum de Heinlein, Rocket Ship Galileo, a fost respins în primă fază pentru că voiajul către Lună era considerat exagerat, dar autorul a găsit curând un alt editor, Charles Scribner's Sons, dispus să publice romane pentru tineret o dată pe an, în perioada Crăciunului. Opt dintre aceste cărți au fost ilustrate de Clifford Geary în alb și negru. Printre romanele reprezentative pentru acea perioadă se numără Have Space Suit—Will Travel, Farmer in the Sky și Pilotul Jones, multe dintre ele serializate inițial sub alte nume (de exemplu, Farmer in the Sky a apărut ca Satellite Scout în revista cercetașilor americani Boys' Life). Au existat discuții pe marginea obsesiei lui Heinlein pentru viața sa privată, considerându-se că aceasta se datora parțial contradicției aparente între stilul său de viață neconvențional și cariera de autor pentru tineret, dar For Us, The Living discută și despre importanța politică pe care Heinlein o lega de principiul intimității.
Romanele scrise de Heinlein pentru audiența tânără se caracterizează printr-un amestec de teme adolescentine și adulte, multe dintre problemele ridicate în ele fiind dintre acelea cu care se confruntă adolescenții. Protagoniștii sunt, de cele mai multe ori, adolescenți foarte inteligenți care trebuie să-și croiască drum prin societatea adultă din jurul lor. La prima vedere, ele sunt simple povești de aventuri și cunoaștere, în care apar profesori încuiați și perechi geloase, dar Heinlein a fost unul dintre susținătorii ideii că publicul tânăr este mai sofisticat și capabil să se ocupe de probleme mai complexe și teme mai dificile decât cred majoritatea oamenilor. Din acest motiv, chiar și romanele sale pentru tineri conțin un gen de maturitate care le permite să fie citite și de adulți. De exemplu, romanul Red Planet portretizează teme subversive de genul unei în care sunt implicați studenții, ceea ce l-a determinat pe editor să ceară modificări substanțiale în ceea ce privește folosirea armelor de către tineri, sau sexul nedeterminat al personajului marțian. Heinlein a fost mereu conștient de limitele impuse de editori romanelor și povestirilor sale și, deși a respectat la suprafață aceste restricții, a reușit deseori să introducă idei care nu se regăseau de obicei în literatura SF pentru tineri.
În 1957, James Blish a scris că unul dintre motivele succesului lui Heinlein "a fost dar de mecanismul din interiorul povestirilor sale, valabil acum ca și atunci. Heinlein pare să fi știu de la început, instinctiv, lecțiile tehnice despre ficțiune pe care alți autori le învață cu mare greutate (sau, de multe ori, nu le învață niciodată). Nu reușește întotdeauna să folosească acest mecanism în favoarea lui, dar e mereu atent la el."

### 1959–1960
Heinlein și-a încheiat romanele pentru tineret cu Infanteria stelară (1959), o operă controversată constituind răspunsul său personal la gestul stângii de a-i cere președintelui Dwight D. Eisenhower să oprească testele nucleare în 1958.
"'Anunțul "Patrick Henry" i-a șocat', a scris el peste ani. "Infanteria stelară i-a scandalizat."
Infanteria stelară este o poveste despre maturizare, datorie, spirit civic și rolul armatei în societate. Cartea portretizează o societate în care dreptul de a candida se câștigă demonstrând dorința de a plasa interesele societății deasupra celor personale, cel puțin pentru o vreme și adesea în circumstanțe oneroase, în serviciul guvernului; în cazul protagonistului, această dorință a fost demonstrată prin intermediul serviciului militar. Ulterior, Heinlein  afirmat că intenția romanului era aceea de a include în această categorie și funcțiile din afara armatei, cum ar fi cele de profesor, polițist, sau alte poziții guvernamentale. În plus, dreptul se acorda doar după terminarea serviciului respectiv, ceea ce făcea ca militarii de carieră să obțină acest drept doar după intrarea în rezervă.

### Opera din perioada de mijloc, 1961–1973
Între 1961 (Străin în țară străină) și 1973 (Time Enough for Love), Heinlein a explorat unele dintre cele mai importante teme ale sale, cum ar fi individualismul, libertarianismul și exprimarea liberă a iubirii fizice și emoționale. Trei romane din acea perioadă, Străin în țară străină, Luna e o doamnă crudă și Time Enough for Love, au câștigat premiul Prometheus, destinat omagierii ficțiunii libertariene clasice și decernat de Libertarian Futurist Society. În Mises Daily, Jeff Riggenbach a descris Luna e o doamnă crudă ca "indiscutabil unul dintre cele mai influente trei romane libertariene ale ultimului secol".
Heinlein nu a publicat Străin în țară străină decât la ceva vreme după ce a scris-o, tema iubirii neîngrădite și cea a individualismului radical fiind preluate din romanul său nepublicat For Us, The Living: A Comedy of Customs. Luna e o doamnă crudă povestește despre un război de independență al coloniilor-penitenciar ale Lunii, conținând comentarii semnificative ale unui personaj important, profesorul La Paz, cu privire la amenințarea pe care o constituie guvernul pentru libertatea individuală.
Deși Heinlein scrisese deja câteva povestiri fantasy, în această perioadă a scris primul roman aparținând acestui gen, Glory Road, iar în Străin în țară străină și I Will Fear No Evil a început să amestece genurile hard science, fantasy, precum și misticismul și satira la adresa religiei organizate. Criticii William H. Patterson Jr. și Andrew Thornton cred că acest lucru este doar o dovadă a opoziției pe care Heinlein a resimțit-o multă vreme față de pozitivism. Heinlein a declarat că orientarea spre această nouă direcție literară a fost influențată de James Branch Cabell. Conformt criticului James Gifford, penultimul roman al acestei perioade, I Will Fear No Evil, este "privit aproape unanim ca un eșec literar", lucru pe care îl atribuie faptului că Heinlein a fost la un pas să moară de peritonită.

### Ultimele creații, 1980–1987
După o pauză de cinci ani cauzată de sănătatea precară, Heinlein a scris cinci romane noi între 1980 (The Number of the Beast) și 1987 (To Sail Beyond the Sunset). Aceste cărți sunt caracterizate prin personaje, perioadă și locație comune, transmițând explicit filozofia și credințele lui Heinlein și conținând pasaje lungi de dialog și expozeuri pe marginea formei de guvernământ, a sexului și a religiei. Aceste romane au fost controversate în rândul cititorilor, criticul Dave Langford recenzându-le extrem de defavorabil. Toate cele patru premii Hugo ale lui Heinlein au fost primite pentru cărți scrise anterior acestei perioade.
Unele dintre aceste cărți, cum ar fi de exemplu The Number of the Beast și The Cat Who Walks Through Walls, încep sub forma unor romane de aventuri și se transformă către sfârșit în fantezii filozofice. În funcție de opinia fiecăruia, acest lucru poate fi pus pe seama unor scăpări sau a unui efort conștient de a extinde frontierele SF-ului spre un realism magic - continuând procesul de explorare literară început cu Străin în țară străină, sau spre un fel de metaforă literară a științei cuantice (The Number of the Beast tratând problema Observatorului, iar The Cat Who Walks Through Walls făcând o trimitere directă la experimentul mental al pisicii lui Schrödinger). Majoritatea romanelor aparținând acestei perioade sunt considerate de critici ca parte a seriei Istoriei viitoare, referindu-se la ele prin intermediul termenului Lumea ca mit.
Înclinația către referințe auctoriale început în Străin în țară străină și Time Enough for Love, a devenit evidentă în romane ca The Cat Who Walks Through Walls, al cărui protagonist prezentat la persoana întâi este un veteran militar în rezervă care devine scriitor și se îndrăgostește de o femeie care, ca majoritatea personajelor feminine puternice ale lui Heinlein, seamănă izbitor cu soția sa Ginny.
Romanul din 1982 Friday, un roman de aventuri mai convențional (care împrumută un personaj și istoria unui roman mai vechi, Gulf) continuă una dintre temele lui Heinlein caracterizată prin previziunea unei dezintegrări continue a societății pământene, până în punctul în care personajul principal este încurajat să plece în căutarea unei alte planete. El se încheie în aceeași notă regăsită și în Luna e o doamnă crudă și Time Enough for Love și anume aceea că libertatea poate fi găsită în teritoriile de frontieră.
Romanul din 1984 Job: A Comedy of Justice este o satiră la adresa religie organizate.

### Publicări postume
Câteva opere ale lui Heinlein au fost publicate ulterior morții sale, incluzând aici mai sus menționatele For Us, The Living, antologia din 1989 cuprinzând corespondența cu editorii și agenții - Grumbles from the Grave, jurnalul călătoriei întreprinse în jurul lumii în anii '50 - Tramp Royale (1992), o carte despre democrație scrisă în 1946 - Take Back Your Government și un volum omagiu intitulat Requiem, care conține câte opere de mică întindere nepublicate anterior în volum. Off the Main Sequence, publicată în 2005, conține trei povestiri care nu au mai fost antologate anterior.
Spider Robinson, coleg, prieten și admirator al lui Heinlein, a scris Variable Star pornind de la schița și notele făcute de Heinlein pentru un roman de tineret în 1955. Romanul a fost publicat în 2006 sub forma unei colaborări, pe copertă numele lui Heinlein apărând deasupra celui al lui Robinson.
O antologie completă a operelor publicate de Heinlein, realizată de câțiva experți în Heinlein - printre care biograful William H. Patterson - a fost publicată de Heinlein Trust ca "Ediția Virginia", după numele soției.

## Opțiuni personale
Heinlein a fost criticat pentru unele reprezentări făcute în operele sale referitor la sex, rasă, politică și armată.

### Politică
Deși poziția politică a lui Heinlein a evoluat de-a lungul vieții sale, el a fost mereu foarte patriot și a susținut armata Statelor Unite. Inițial, Heinlein a înclinat spre doctrina liberală. În 1934 a fost membru activ în campania făcută de Partidul Democrat lui Upton Sinclair pentru postul de guvernator al Californiei. După înfrângerea lui Sinclair, Heinlein a devenit un activist democrat anti-comunist și a avut o încercare nereușită de a obține un loc în California State Assembly în 1938. Primul roman al lui Heinlein, For Us, The Living (scris în 1939), constă în principal în discursuri care susțin sistemul creditului social.
În ficțiunile pentru tineret ale lui Heinlein din anii '40-'50 încep să se fie prezentate virtuți conservatoriste. După 1945, el a început să aibă convingerea că un guvern mondial puternic ar fi singura opțiune a anihilării nucleare reciproce. Romanul din 1949 Space Cadet descrie un scenariu viitor în care un guvern mondial controlat de armată stabilește pacea mondială. Heinlein a încetat să se mai considere democrat începând din 1954.
Străin în țară străină a fost adoptat de contracultura hippie, iar libertarienii și-au găsit inspirația în Luna e o doamnă crudă. Ambele grupuri au rezonat cu temele libertății personale în gândire și acțiune.

### Rasă
Heinlein a crescut într-o eră a segregării rasiale în Statele Unite și și-a scris majoritatea ficțiunilor influente în perioada de înflorire a mișcării pentru drepturile omului din SUA. Primele sale lucrări pentru tineret erau cu mult înaintea timpului lor atât prin respingerea explicită a rasismului, cât și prin folosirea unor protagoniști de culoare - în contextul SF-ului dinaintea anilor '60, chiar și prezența unui personaj de culoare era o noutate, verdele fiind mai prezent decât negrul. De exemplul, al doilea roman pentru tineret Space Cadet (1948), folosește explicit extratereștrii pe post de metaforă a minorităților. Heinlein a provocat posibilele idei preconcepute ale cititorilor introducând personaje puternice, cu care aceștia să simpatizeze, doar pentru a revela mult mai târziu că acestea erau africane sau de altă origine; în unele situații, coperțile cărților au arătat personajele ca fiind albe, deși textul specifica sau implica tenul negru al descendenței africane..
Tema rasială a fost elementul central al unora dintre ficțiunile lui Heinlein. Cel mai clar și controversat exemplu îl constituie Farnham's Freehold, în care oamenii albi ai viitorului au devenit sclavii unor conducători negri canibali. În romanul din 1941 Sixth Column (cunoscut și ca The Day After Tomorrow), o mișcare de rezistență a albilor a din Statele Unite se apără în fața invaziei unui stat fascist asiatic folosind tehnologia "super-științei", care permite armelor laser să fie întoarse împotriva unei rase anume. Cartea e presărată cu sloganuri rasiste împotriva asiaticilor, iar negrii și hispanicii nu sunt menționați deloc. Ideea poveștii i-a fost dată lui Heinlein de editorul John W. Campbell, autorul afirmând ulterior că "a trebuit șlefuită pentru a îndepărta aspectele rasiste ale narațiunii inițiale" și că nu a "considerat-o un succes artistic."  (Totuși, romanul a dat naștere unei dezbateri aprinse în cercurile științifice privitor la plauzibilitatea creării unei arme etnice). Heinlein dezvăluie spre sfârșitul Infanteriei stelare că eroul și naratorul romanului, Johnny Rico este filipinez și, pe lângă engleză, vorbește limba Tagalog.
S-a sugerat că insectele anti-individualiste și cu o ierarhie extrem de bine pusă la punct din Infanteria stelară îi reprezintă pe chinezi sau pe japonezi, dar Heinlein a pretins că romanul lui este un răspuns la "cererea ca Statele Unite să încheie unilateral testele nucleare." Heinlein a sugerat în carte că insectele sunt un exemplu bun pentru a demonstra că doctrina comunistă este una la care oamenii nu pot adera cu succes câtă vreme sunt bine definiți ca individualități, în timp ce insectele, care au o viață colectivă, pot contribui la realizarea întregului fără a ține cont de dorințele individuale.

### Individualism și auto-determinare
În conformitate cu credința sa în individualism, operele sale pentru adulți - și, uneori, chiar și cele pentru tineri - prezintă deseori opresorii și oprimații într-un mod ambiguu. Heinlein credea că individualismul este incompatibil cu ignoranța și că un nivel potrivit de competență poate fi atins prin educarea pe scară largă, fie că aceasta are loc la școală sau în afara ei. În romanele sale pentru tineret, de mai multe ori un personaj a dezaprobat alegerea materiilor de către un student, spunând: "De ce nu studiezi ceva folositor?"  În Time Enough for Love, Lazarus Long compune o listă a abilităților pe care oricine trebuie să le posede, concluzionând: "Specializarea este pentru insecte". Abilitatea creativă a individului este explorată în povestiri ca I Will Fear No Evil, "Voi, zombilor" și By His Bootstraps.

### Sexualitate
Pentru Heinlein, libertatea personală o include pe cea sexuală, iubirea liberă fiind un subiect important în operele sale începând din 1939, cu For Us, The Living. În timpul perioadei de început, lucrările scrise de Heinlein pentru tineri trebuiau să țină cont atât de percepția editorilor în legătură cu sexualitatea, cât și de potențiala percepție în rândul cititorilor; după cum afirma criticul William H. Patterson, dilema lui a fost "să sorteze ceea ce putea ridica obiecții reale de ceea ce reprezenta doar o sensibilitate exagerată".
În perioada de mijloc a creației, libertatea sexuală și eliminarea geloziei sexuale au reprezentat tema majore din Străin în țară străină (1961).
Gary Westfahl demonstrează că "Heinlein reprezintă un caz problematic pentru feministe; pe de o parte, în opera sa apar deseori personaje feminine puternice și declarații clare legate de egalitatea sau chiar superioritatea femeilor față de bărbați; dar aceste personaje și declarații reflectă adesea atitudini stereotipe lipsite de speranță referitoare la calitățile feminine tipice. De exemplu, este deconcertant că Heinlein pledează pentru o societate în care toți avocații și politicienii sunt femei, doar pe baza faptului că ele posedă o practică feminină misterioasă pe care bărbații nu o pot duplica." 
Încă din 1956, Heinlein ridică problema incestului și a naturii sexuale a copiilor. Multe dintre cărțile sale (printre care Time for the Stars, Glory Road, Time Enough for Love și The Number of the Beast) tratează explicit sau implicit incestul, sentimentele și relațiile sexuale dintre adulți și copii, sau ambele. Tratarea acestor teme include relația romantică și chiar căsătoria (odată ce fata devine adultă mulțumită călătoriei temporale) unui inginer de 30 de ani cu o fată de 11 ani în The Door into Summer, sau incestul din To Sail Beyond the Sunset și Farnham's Freehold. L. Sprague DeCamp și Damon Knight au criticat modul în care Heinlein a portretizat incestul și pedofilia într-o lumină blândă și o manieră aprobatoare.

### Filozofie
În To Sail Beyond the Sunset, personajul principal, Maureen, afirmă că scopul metafizicii este să pună întrebări - Cine suntem noi? Unde mergem după moarte? (etc.) - la care "nu ni se permite să răspundem". Punerea întrebării reprezintă cheia metafizicii, nu răspunsul, deoarece odată dat un răspuns la o asemenea întrebare se intră pe domeniul religiei. Maureen nu argumentează această opinie, ci doar remarcă faptul că asemenea întrebări sunt "frumoase", dar fără răspuns. Lazarus Long, face o remarcă similară în Time Enough for Love. Pentru a răspunde la "marile întrebări" legate de univers el declară că e nevoie să stăm în afara universului.
În perioada anilor '30-'40, Heinlein a prezentat un interes crescut pentru Semantica Generală a lui Alfred Korzybski, participând la numeroase seminarii pe această temă. Opiniile sale legate de epistemologie par să fi derivat din această preocupare, iar personajele sale vor exprima opinii korzybskiene până la finalul carierei - așa cum se vede în Gulf, If This Goes On— și Străin în țară străină -, opinii bazate pe ipoteza Sapir–Whorf care consideră că, folosind corect un anumit limbaj, o persoană își poate schimba mentalitatea sau poate dezvolta abilități latente.
Când a fost publicat romanul "The Fountainhead" al lui Ayn Rand, Heinlein a fost impresionat, după cum reiese din Grumbles from the Grave. În Străin în țară străinî, Heinlein a demonstrat că altruismul este o virtute falsă, menționându-l pe John Galt - eroul din "Atlas Shrugged" a lui Rand - ca pe arhetipul eroului în Luna e o doamnă crudă. El a fost puternic marcat de ideile filozofului religios P. D. Ouspensky. Freudianismul și psihoanaliza erau extrem de influente în perioada de glorie a lui Heinlein, iar povestiri ca Time for the Stars sunt pline de teorii psihologice. Totuși, el era destul de sceptic referitor la freudianism, mai ales după ce a avut o dispută cu un editor care insista că a găsit simbolism sexual freudian în literatura sa pentru tineri. Heinlein  fot foarte mișcat de micșarea socială din anii '30, lucru vizibil în Beyond This Horizon și For Us, The Living: A Comedy of Customs. El a fost un adept al relativismului cultural, iar sociologul Margaret Mader din romanul Citizen of the Galaxy face în mod evident trimitere la Margaret Mead. În perioada celui de-Al Doilea Război Mondial, relativismul cultural era singura alternativă culturală rezonabilă la rasism, împotriva căruia era Heinlein. Multe dintre aceste teorii sociologice și psihologice au fost criticate sau modificate semnificativ în ultimii cincizeci de ani, iar modul în care le-a folosit Heinlein poate apărea acum infantil și depășit cititorilor. Criticul Patterson spunea "Korzybski este privit acum ca un excentric",.

## Influențe
Alături de Isaac Asimov și Arthur C. Clarke, Heinlein ieste considerat unul dintre cei trei maeștri din science fiction apăruți în așa numita "Perioadă de aur" a genului, asociați cu John W. Campbell și cu revista sa Astounding.
În anii '50, a fost unul dintre conducătorii mișcării de scoatere a SF-ului de pe piețele prost plătite și mai puțin prestigioase ale "ghetoului pulp". Majoritatea operelor sale, inclusiv povestirile, se publică în continuare în numeroase limbi, la zeci de ani de la publicarea lor și la câteva decenii după moartea autorului.
Robert Heinlein a fost influențat de scriitorul, filozoful și umoristul american Charles Fort, considerat una dintre influențele majore pentru majoritatea scriitorilor de frunte ai SF-ului secolului al XX-lea. Heinlein a fost membru al societății International Fortean Organization, cunoscută și ca INFO, succesoare a Fortean Society. Scrisorile lui Heinlein au fost deseori expuse pe pereții birourilor de la INFO, iar participarea sa activă în cadrul organizației este menționată în Jurnalul INFO.

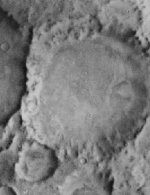
Craterul Heinlein de pe Marte.

El a promovat mișcarea către SF-ul social, care a mers mână în mână cu maturizarea genului și mutarea de le space opera către o abordare care ținea cont de problemele politice și de sexualitate. Ca replică la acest curent, subgenul hard science fiction a început să se diferențieze, dar,paradoxal, Heinlein este considerat o figură marcantă a hard science fictionului, datorită cunoștințelor sale în domeniul ingineriei și a cercetărilor științifice atent documentate din operele sale. Heinlein însuși afirma cu mândrie că, în perioada anterioară calculatoarelor de buzunar, el și soția sa Virginia au lucrat câteva zile la o ecuație matematică ce descria orbita unei rachete Pământ-Marte, subsumată într-o singură frază în romanul Space Cadet.
Heinlein a avut o influență mare asupra altor scriitori de science fiction. Într-un studiu realizat în 1953 pe tema celor mai importanți scriitori ai genului, el a fost citat cel mai des ca influență. În 1974, el a câștigat primul premiu Grand Master acordat de Science Fiction Writers of America pentru întreaga carieră. Criticul James Gifford scria că "Deși mulți alți scriitori au depășit creația lui Heinlein, mulți se pot lăuda că sunt la fel de influenți ca el. O mulțime de scriitori SF din perioada antebelică a Epocii de Aur și până în ziua de azi îl consideră pe Heinlein ca stând la fundamentul carierei lor, modelându-le stilul și povestirile."  În afara comunității science fiction, există câțiva termeni intrați în limbajul comun al limbii engleze care îi sunt atribuiți lui Heinlein: "waldo", "TANSTAAFL, "moonbat", și "grok".
În 1962, Oberon Zell-Ravenheart (care pe atunci încă își mai folosea numele real, Tim Zell) a pus bazele Bisericii Tuturor Lumilor, o organizație religioasă neopăgână modelată în multe privințe după modul în care este tratată religia în Străin în țară străină. Această cale spirituală include câteva idei din carte, printre care poliamorul, structurile familiale non-clasice, libertarianism social, diverse ritualuri și acceptarea tuturor căilor religioase ca o singură tradiție. Deși Heinlein nu a fost membru al Bisericii și nici nu a susținut-o, a existat o corespondență frecventă între el și Zell și a fost corespondent plătit al revistei ei, Green Egg. Biserica încă mai există ca organizație religioasă în California, cu membri pe tot globul, rămânând o parte activă a comunității neopăgâne din ziua de azi.
Heinlein a reușit să facă din explorarea spațiului un subiect care să pară o posibilitate practică în ochii publicului. Lucrările publicate de el în The Saturday Evening Post au abordat zborul spațial într-o manieră faptică, diferită de tonul "exotic" folosit anterior. Filmul-documentar Destination Moon susținea crearea unei rase spațiale alături de Uniunea Sovietică cu aproape un deceniu înainte ca această idee să devină una obișnuită, fiind însoțit de o campanie publicitară fără precedent. Mulți astronauți și alte persoane din cadrul programului spațial american au crescut cu romanele pentru tineret ale lui Heinlein, lucru evidențiat de atribuirea numelui său unui crater de pe Marte și a unui omagiu adus de astronauții misiunii Apollo 15 în comunicare radio purtată pe Lună.
Heinlein a fost invitat să comenteze alături de Walter Cronkite aselenizarea lui Neil Armstrong și Buzz Aldrin din timpul misiunii Apollo 11. El a subliniat că "acesta este cel mai important eveniment de până acum din istoria omenirii. Astăzi este ziua de Anul Nou al Anului Unu." 
Asteroidul 6312 Robheinlein (1990 RH4) din centura principală, descoperit pe 14 septembrie 1990 de H. E. Holt, a fost numit după el.
În 2001, Academia Forțelor Navale ale SUA a creat Robert A. Heinlein Chair In Aerospace Engineering.
O campanie activă a avut loc pentru a-l convinge pe Secretarul Dorțelor Navale să numească noul distrugător de tip Zumwalt DDG-1001 - USS Robert A. Heinlein; totuși, DDG-1001 a primit numele de USS Monsoor, după Michael Monsoor, un ofițer din forțele speciale recompensat postum cu Medalia de Onoare în Irak.

## Premii SF
- Hugo 1956, pentru romanul Stea dublă
- Hugo 1960, pentru romanul Infanteria stelară
- Hugo 1962, pentru romanul Străin într-o lume străină (Stranger in a Strange Land)
- Hugo 1967, pentru romanul Luna e o doamnă crudă (Moon Is a Harsh Mistress)
- Nebula Grand Master 1975.